# سویی چیمیان
سویی چیمیان (به انگلیسی: Sui Cheemian) یک منطقهٔ مسکونی در پاکستان است که در ناحیه راولپندی واقع شده‌است.